# Narinkka
La place Narinkka (en finnois : Narinkkatori, en suédois : Narinken) est une place du quartier de Kamppi à Helsinki en Finlande.

Vue panoramique de la place Narinkka, de gauche à droite: la caserne de Turku, la chapelle de Kamppi en construction, l'hôtel Scandic, le centre de Kamppi.

## Étymologie
La place doit son nom au marché qui s'y tient de 1876 à 1929 à l'endroit où se trouve maintenant l'hôtel Scandic.
Le marché accueille principalement les marchands de vêtements juifs et russes.
Le nom vient du russe russe : на рынке ou na rynke signifiant (au marché).
Un marché de vêtements usagés existe depuis le XVIIIe siècle à Helsinki, d'abord à la place du corps de garde principal d’Helsinki puis plus tard sur le terrain occupé de nos jours par la banque de Finlande, avant d'être transféré à Kamppi au début des travaux de construction de la banque de Finlande.

## Galerie

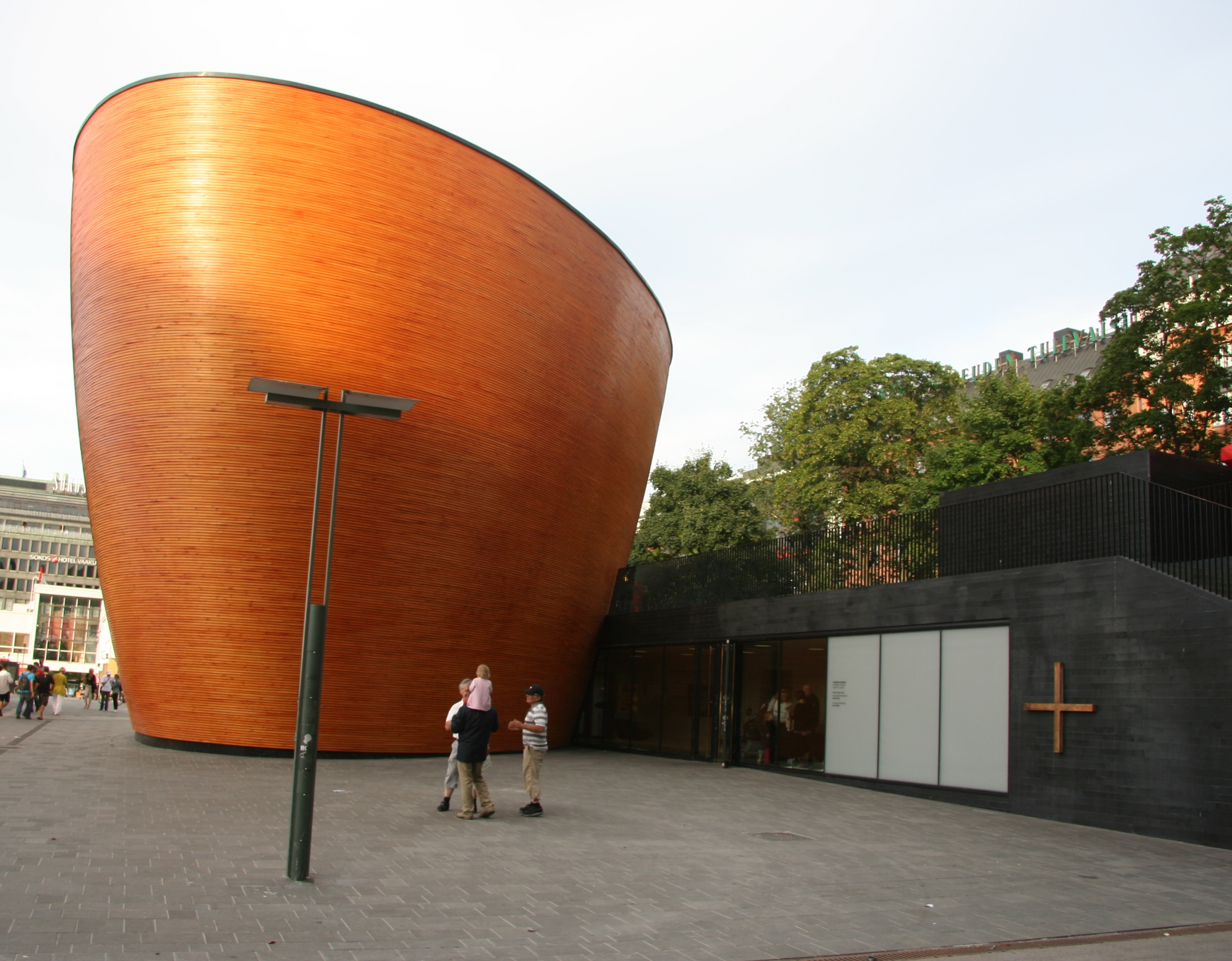
La chapelle de Kamppi
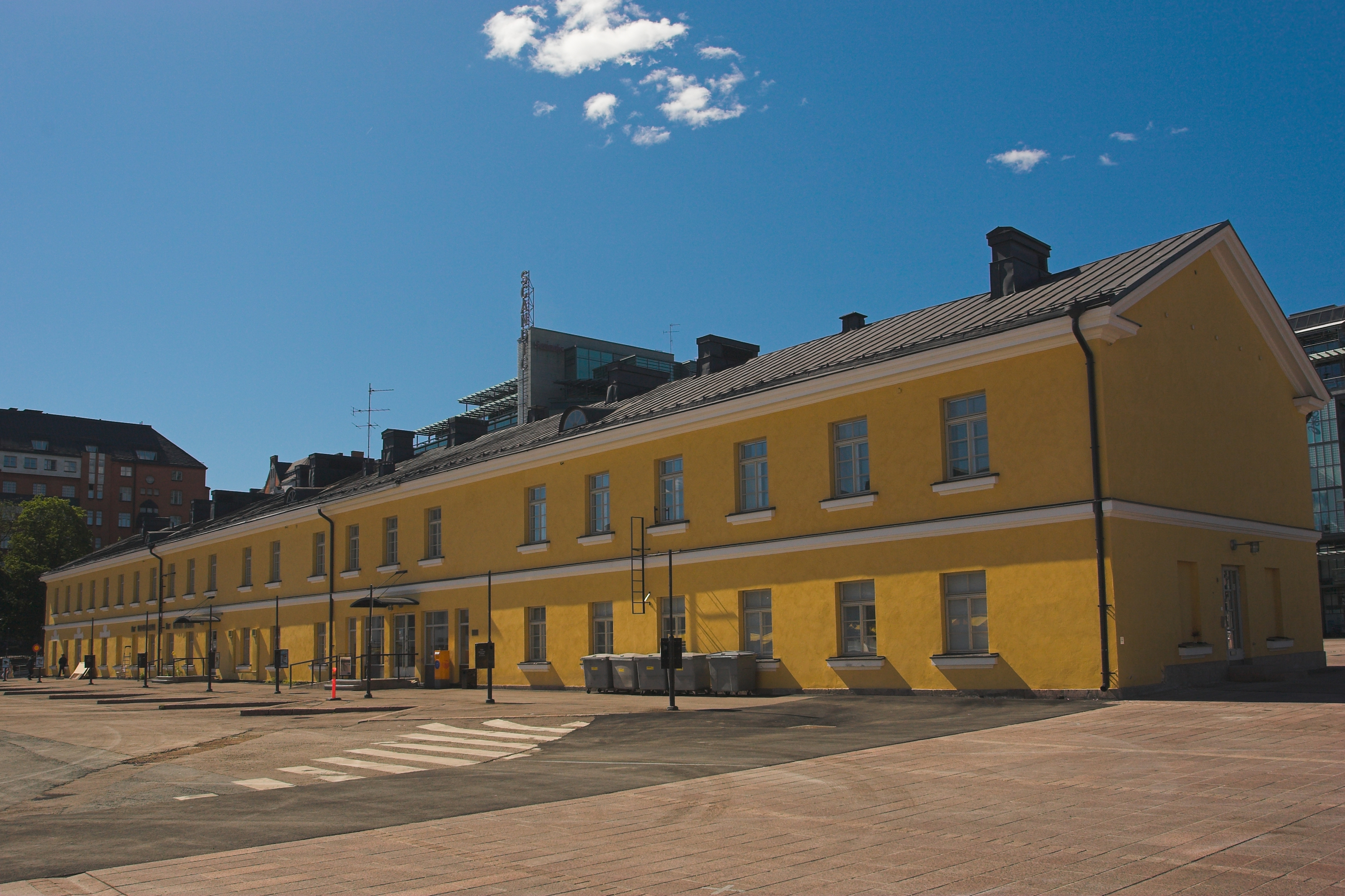
La caserne de Turku sur le côté Est de la place.